# Псевдоефедрин
Псевдоефедрин (англ. Pseudoephedrine, лат. Pseudoephedrinum) — природний алкалоїд із різних видів ефедри (лат. Ephedra L.) (що міститься у них нарівні з ефедрином, та є його оптичним правообертальним ізомером), який може застосовуватися як лікарський засіб, що має адреноміметичну, психоактивну наркотичну дію, та застосовується як судинозвужувальний, адреноміметичний та бронхорозширюючий засіб, а також може стимулювати центральну нервову систему, в зв'язку із чим протипоказаний для застосування спортсменам як допінг.

## Фармакологічні властивості
|  |  |

Псевдоефедрин — природний препарат, який є природним алкалоїдом із різних видів ефедри, найбільшим вмістом із яких відрізняються Ephedra procera, Ephedra botschantzevii, Ephedra gerardiana, Ephedra intermedia. Механізм дії препарату полягає у стимуляції як α-, так і β-адренорецепторів, які знаходяться у гладеньких м'язах внутрішніх органів. Під впливом псевдоефедрину проходить розширення бронхів, звужуються судини слизової оболонки дихальних шляхів, що призводить до зменшення гіперемії слизових оболонок, набряку слизових оболонок, а також зменшення закладеності носа. Дія псевдоефедрину призводить до покращення прохідності носових ходів, полегшення виділення із них слизу та інших виділень, а також сприяє відкриттю отвору євстахієвої труби, що запобігає розвитку запалення середнього вуха. Псевдоефедрин також стимулює серцево-судинну систему, що призводить до підвищення артеріального тиску, збільшення частоти серцевих скорочень і звуження судин. Псевдоефедрин стимулює діяльність центральної нервової системи. Щоправда, псевдоефедрин дещо менше стимулює діяльність серцево-судинної і нервової системи у порівнянні з ефедрином. Псевдоефедрин також стимулює скорочення гладеньких м'язів сечостатевої системи, тому він також може застосовуватися при нетриманні сечі, у тому числі такої, що виникає при напруженні (зокрема, при кашлі) або при запаленні сфінктера уретри. Псевдоефедрин найчастіше застосовується в комбінації з іншими препаратами (зокрема парацетамолом, гвайфенезином, декстрометорфаном, лоратадином, хлорфеніраміном, трипролідином), рідше як самостійний препарат, при нежитю, при симтоматичному лікуванню застуди, а також при сезонних алергічних ринітах. Проте псевдоефедрин при тривалому застосуванні може викликати звикання до препарату, а також безсоння і кошмари, особливо при застосуванні в дітей молодшого віку. Згідно даних FDA, псевдоефедрин також підвищує ризик раптової смерті в дітей раннього віку. Тривалий час псевдоефедрин застосовувався у складі комбінованої терапії для лікування захворювань, що супроводжуються бронхоспазмом, та обструктивних захворювань легень, проте натепер застосування препарату обмежене виключно застудою та сезонним алергічним ринітом.

### Фармакодинаміка
Псевдоефедрин добре всмоктується та розподіляється в організмі після перорального застосування, біодоступність препарату складає 100 %. Максимальна концентрація препарату в крові спостерігається протягом 1,5 години після прийому псевдоефедрину. Псевдоефедрин добре проходить через гематоенцефалічний бар'єр, проходить через плацентарний бар'єр та виділяється в грудне молоко. Метаболізується препарат частково в печінці з утворенням неактивного метаболіту. Виводиться псевдоефедрин із сечею переважно у незміненому вигляді. Період напіввиведення препарату становить у середньому 5,5 годин (може коливатись від 4,3 до 8 годин), цей час може збільшуватися при порушенні функції печінки та при підвищенні рН сечі.

## Показання до застосування
Натепер псевдоефедрин застосовується виключно при нежитю, при симтоматичному лікуванню застуди, а також при сезонних алергічних ринітах.

## Побічна дія
При застосуванні псевдоефедрину найчастішими побічними ефектами є побічні явища з боку нервової системи, що включають тремор, тривожність, психічне збудження, безсоння, рідше головний біль, запаморочення, галюцинації, судоми, підвищену подразливість, підвищену стомлюваність, вкрай рідко, при передозуванні, може спостерігатися пригнічення ЦНС, у дітей також може спостерігатися підвищена агресивність. З боку серцево-судинної системи при застосуванні псевдоефедрину може спостерігатися тахікардія, артеріальна гіпертензія, рідше брадикардія, аритмії, колапс. З боку травної системи при застосуванні препарату може спостерігатися сухість у роті, біль у животі, зниження апетиту, нудота. Також при застосуванні псевдоефедрину можуть спостерігатися шкірний висип, підвищена пітливість, при застосуванні препарату в чоловіків може спостерігатися затримка сечопуску.

## Протипокази
Псевдоефедрин протипоказаний при підвищеній чутливості до препарату, важкому перебігу артеріальної гіпертензії, тиреотоксикозі, важких порушеннях функції печінки, глаукомі, вираженому склерозі судин головного мозку, важкому перебігу ІХС, при одночасному застосуванні інгібіторів моноамінооксидази, а також дітям у віці до 12 років. Застосування препарату не рекомендовано при вагітності та годуванні грудьми.

## Немедичне застосування
Псевдоефедрин є прекурсором для отримання аналогів метамфетаміну, тому він може застосовуватися наркоманами для отримання наркотичних речовин. В Україні псевдоефедрин внесений до списку речовин, які містять наркотичні засоби, психотропні речовини і прекурсори, і його незаконне ввезення або виготовлення в Україні карається згідно відповідних статей Кримінального кодексу. Подібні обмеження існують також у інших країнах, зокрема Росії, Білорусі., Польщі Мексиці та Канаді.

## Заборона використання у спортсменів
Псевдоефедрин заборонений для використання спортсменами під час змагань згідно рішення Всесвітнього антидопінгового агентства, і виявлення псевдоефедрину в організмі спортсменів під час змагань у концентрації більше 159 мікрограм у мілілітрі сечі може служити причиною їх дискваліфікації. Найвідомішими випадками виявлення псевдоефедрину в організмі спортсменів стали виявлення препарату в організмі російської фігуристки Олени Бережної, румунської гімнастки Андреї Радукан, шведського хокеїста Нікласа Бекстрема та словацького хокеїста Любоміра Вішньовського.

## Форми випуску
Псевдоефедрин випускається у вигляді таблеток по 0,03; 0,06 та 0,12 г; сиропу для перорального застосування по 15 мг у 5 мл сиропу; а також у вигляді комбінованих препаратів із парацетамолом, ібупрофеном, гвайфенезином, декстрометорфаном, лоратадином, дезлоратадином, хлорфеніраміном, трипролідином, фексофенадином та бромгексином.